# Вахтра, Туули
Туули Вахтра (эст. Tuuli Vahtra, 4 марта 1989, Кыо (волость), Вильяндимаа) — эстонская шахматистка, чемпионка Эстонии по шахматам (2010), мастер ФИДЕ среди женщин (2009), инструктор ФИДЕ (2014).

## Биография
В 2007 году окончила гимназию в Вильянди, а в 2010 году — бакалавриат в экономическом факультете Таллинского технического университета. С 1999 по 2007 год участвовала в юношеских чемпионатах Европы и Мира в разных возрастных группах. В 2007 году победила на юношеском чемпионате Эстонии по шахматам. В чемпионатах Эстонии по шахматам завоевала золотую (2010) и 2 серебряные медали (2011, 2012). Три раза представляла Эстонию на шахматных олимпиадах (2008—2012). Была признана лучшей молодой шахматисткой в 2003, 2005 и 2007 годах, а в 2008 году — лучшей шахматисткой Эстонии.